# Episodi di La famiglia Brock (quarta stagione)
La quarta stagione della serie televisiva La famiglia Brock è stata trasmessa in anteprima negli Stati Uniti d'America dalla CBS tra il 22 settembre 1995 e il 26 giugno 1996.
| nº | Titolo originale              | Titolo italiano | Prima TV USA      | Prima TV Italia |
| -- | ----------------------------- | --------------- | ----------------- | --------------- |
| 1  | A Change of Season            |                 | 22 settembre 1995 |                 |
| 2  | Reap the Whirlwind            |                 | 29 settembre 1995 |                 |
| 3  | Pal Joey                      |                 | 6 ottobre 1995    |                 |
| 4  | Bloodbrothers                 |                 | 13 ottobre 1995   |                 |
| 5  | Dog Eat Dog                   |                 | 20 ottobre 1995   |                 |
| 6  | Heart of Saturday Night       |                 | 27 ottobre 1995   |                 |
| 7  | Down the Tubes                |                 | 3 novembre 1995   |                 |
| 8  | Witness for the Prosecution   |                 | 8 dicembre 1995   |                 |
| 9  | This Little Piggy             |                 | 15 dicembre 1995  |                 |
| 10 | Dem Bones                     |                 | 5 gennaio 1996    |                 |
| 11 | Bloodlines                    |                 | 12 gennaio 1996   |                 |
| 12 | Snow Exit                     |                 | 19 gennaio 1996   |                 |
| 13 | My Romance                    |                 | 26 gennaio 1996   |                 |
| 14 | The Z Files                   |                 | 9 febbraio 1996   |                 |
| 15 | Bottled                       |                 | 16 febbraio 1996  |                 |
| 16 | Dante's Inferno               |                 | 22 aprile 1996    |                 |
| 17 | Bye-Bye, Bey-Bey              |                 | 24 aprile 1996    |                 |
| 18 | Three Weddings and a Meltdown |                 | 24 aprile 1996    |                 |
| 19 | Winner Takes All              |                 | 5 giugno 1996     |                 |
| 20 | Forget Selma                  |                 | 12 giugno 1996    |                 |
| 21 | To Forgive Is Divine          |                 | 19 giugno 1996    |                 |
| 22 | Liver Let Die                 |                 | 26 giugno 1996    |                 |